# Halle (westfälisches Adelsgeschlecht)

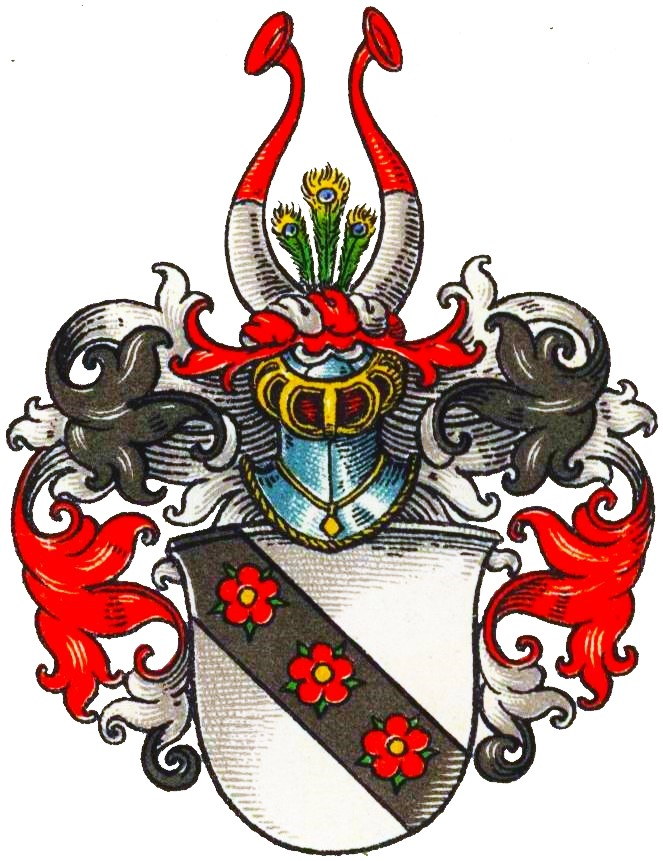
Wappen derer von Halle im Wappenbuch des Westfälischen Adels

Halle (lateinisch de Hallis) ist der Name eines erloschenen westfälischen Adelsgeschlechts, das auch nach Ostpreußen und in das Baltikum kam.

## Geschichte
Bei dem Geschlecht handelte es sich um Mindener Ministerialen. Sehr früh war die Familie auch in Livland präsent. Bereits 1231 erscheinen Conradus et Volquinus de Hallis zu Riga. Tidemann von der Halle war Rigaischer Ratsherr ab 1384 und Johann von Halle, früher Burggraf von Küstrin, war 1424/5 Hauskomtur in Segewold.
Die Familie war in Niedersachsen 1553 zu Drakenburg und Rinteln, 1559 zu Elbingerode sowie 1611 zu Bernsen begütert.
Paul von Halle kam bereits in der zweiten Hälfte des 16. Jahrhunderts nach Ostpreußen, wo er die Güter Karschau, Kukernese und Codaunen erwarb. Später waren mehrere Nachkommen Amtshauptleute zu Rhein. Heinrich Ehrenfried von Halle († 1633), kurbrandenburgischer Oberst zu Ross und Fuß, Gouverneur der Louisenschanze, Jägermeister und Amtshauptmann zu Rhein, war mit Johanna Maria von Rohr vermählt. Ein Sohn desselben, Wilhelm Reinhard von Halle war Oberförster im Samland. In Ostpreußen besaß die Familie Arensberg 1609, Bensen, Petershagen und Sieslack im Kreis Preußisch Eylau noch 1779. Ferner in Preußen Drosden (Labiau) (1662), Heinrichswalde (Heidekrug) (1664–1727), Karschau (ebenda) (1560–1660), Kiselkehmen (Insterburg) (1664), Kukernese (Heidekrug) (1590–1664), Marienwalde (ebenda) (1664–1729), Mattischkehmen (Stallupöhnen) (1590), Perwissau (Königsberg), Poduhren (ebenda) (1664) und Trempau (ebenda) (1620).
Im Mannesstamm starb das Geschlecht mit dem Tod von George Wilhelm von Halle zu Heinrichswalde im Jahr 1721 aus. Die Letzte des Geschlechts war dessen Tochter Johanna Charlotte von Halle, die am 9. Dezember 1801 verstarb.

## Persönlichkeiten
- Christine von Halle (1533–1603), deutsche Geschäftsfrau

## Wappen
Blasonierung: In Silber ein schwarzer rechtsschräger Balken beladen mit drei roten Rosen. Auf dem rot-silbern bewulsteten Helm mit rot-schwarz-silbernen Helmdecken zwei von Rot und Silber geteilte Büffelhörner, dazwischen drei grüne Pfauenfedern.
Alternativ wird das Wappen auch in gewechselter Tingierung beschrieben und dargestellt: In Schwarz ein silberner rechtsschräger Balken beladen mit drei roten Rosen. Auch die Helmzier wird abweichend dargestellt, z. B. mit einem schwarzen Hahnenfederbusch.

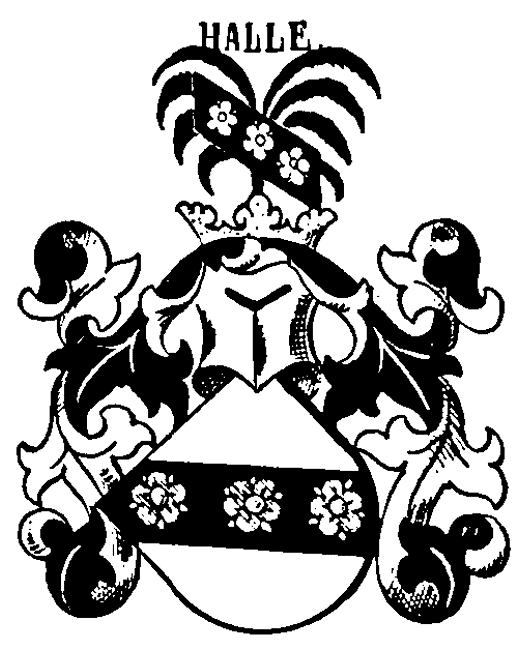
Wappen derer von Halle (andere Helmzier)
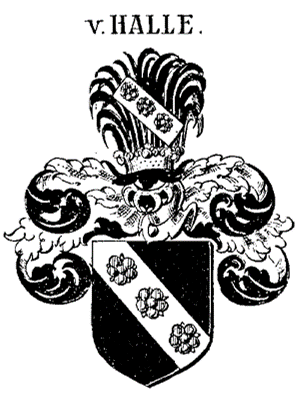
Wappen derer von Halle (andere Tingierung und Helmzier)
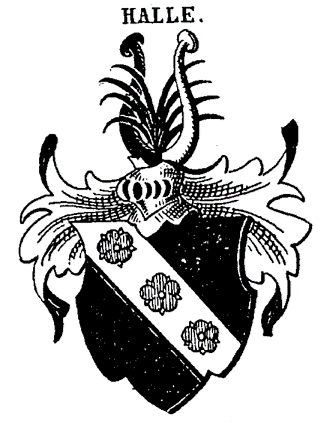
Wappen derer von Halle (andere Tingierung und Helmzier)

## Vereinigung der Namen und Wappen der Familien von Halle und von Liptay
Erst nach dem Aussterben der von Halle erhielt Amtsrat Johann Benjamin Halle zu Wittenberg in Ostpreußen am 8. Januar 1819 eine Adelsanerkennung mit dem Namen „Halle genannt von Liptay“. Dabei soll er aber nicht, wie an anderen Stellen angegeben, das Wappen derer von Halle mit dem Wappen derer von Liptay vermehrt haben. Dennoch sind die beiden Wappen später nebeneinander und auch vereint geführt worden. Das vereinigte Wappen war gespalten. Vorne zeigte es das Stammwappen derer von Halle, hinten das Stammwappen derer von Liptay (Geteilt. Oben in Blau zwei goldene gegeneinander gekehrte Löwen, die gemeinschaftlich eine Krone halten; unten in Silber drei (2:1) Rosen).

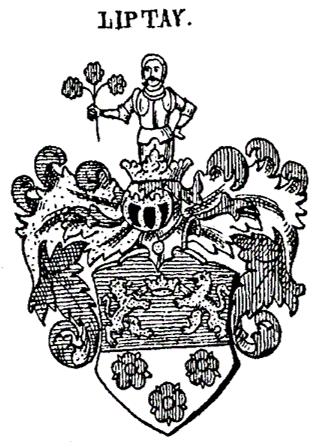
Wappen derer von Liptay
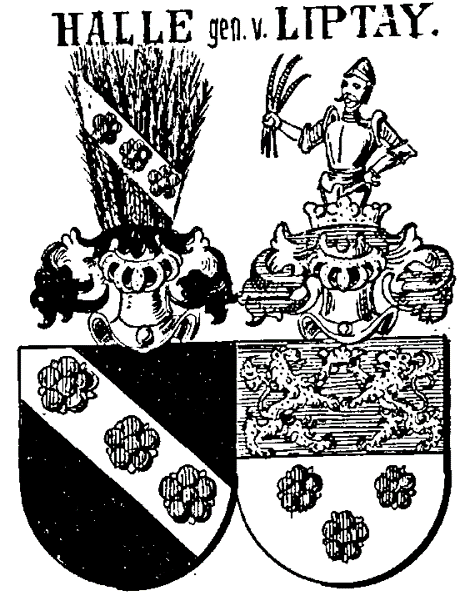
Wappen der Halle genannt von Liptay („nebeneinander“)
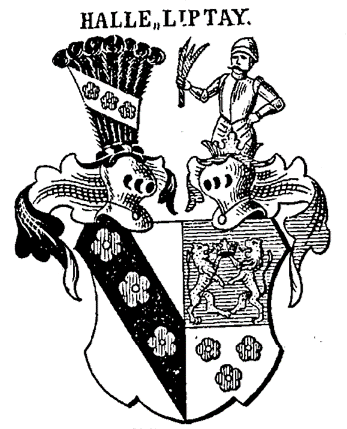
Wappen der Halle genannt von Liptay („vereinigt“)